# Rosa Porten
Rosa Porten (Düsseldorf, 19 febbraio 1884 – Monaco di Baviera, 7 maggio 1972) è stata un'attrice, sceneggiatrice e regista tedesca.

## Biografia
Rosa Porten era la sorella maggiore dell'attrice Henny Porten, diva del cinema muto tedesco. Fin da bambina, Rose calcò le tavole del palcoscenico, iniziando a recitare professionalmente all'inizio del Novecento. Figlia d'arte - suo padre era Franz Porten, un cantante lirico e regista - la giovane Rosa apparve in scena in alcuni spettacoli in Renania e poi in piccoli ruoli nei teatri berlinesi. Ebbe il suo primo ruolo importante, nel 1907, nella compagnia del Thalia-Theater di Berlino.
Insieme alla sorella Henny, fece il suo esordio cinematografico nel 1906 in un film sperimentale diretto dal padre, Meißner Porzellan, sonorizzato per mezzo di un disco registrato della Deutsche Grammophon.

## Filmografia

### Sceneggiatrice
- Das Liebesglück der Blinden, regia di Heinrich Bolten-Baeckers e Curt A. Stark (1911)
- Abgründe
- Der neueste Stern vom Variété, regia di Franz Eckstein e Rosa Porten (1917)
- Die Hexe, regia di Franz Eckstein (1921)

### Attrice
- Meißner Porzellan, regia di Franz Porten (1906)
- Der neueste Stern vom Variété, regia di Franz Eckstein e Rosa Porten (1917)

### Regista
- Die Wäscher-Resl
- Gräfin Maruschka
- Das Opfer der Yella Rogesius
- Der neueste Stern vom Variété, co-regia di Franz Eckstein  (1917)
- Die Erzkokette
- Die nicht lieben dürfen...
- Der Dieb, co-regia di Franz Eckstein (1918)
- Die Filmkathi
- Der nicht vom Weibe Geborene
- Die Heiratsfalle, co-regia di Franz Eckstein (1928)